# Amy York Rubin
Amy York Rubin é uma escritora e diretora norte-americana, dirigiu episódios de séries de televisão, incluindo a série da Netflix Dead to Me e a série Love, Victor, além de atuar na série Looking.

## Carreira
Rubin começou sua carreira no ramo da comédia. Ela criou, escreveu e dirigiu a web série de comédia Little Horribles de 2013. A série segue uma lésbica na casa dos 30 anos, interpretada por Rubin, e suas aventuras românticas e sexuais. The New York Times oferece uma crítica positiva à série, destacando o prêmio Streamy Award por melhor série indie que recebeu.
No mesmo ano, Rubin interpretou, na série Looking, o papel de Meredith, uma colega de trabalho de Patrick, intepretado por Jonathan Groff.
Rubin dirigiu episódios de Casual, Fresh Off The Boat e Grown-ish and Alone Together. Ela irá dirigir o filme da Paramount Pictures escrito e produzido por Bo Burnham chamado Gay Kid and Fat Chick.

## Filmografia

### Filme
| Ano | Título                | Notas    | Referências |
| --- | --------------------- | -------- | ----------- |
| ?   | Gay Kid and Fat Chick | Diretora | [ 6 ]       |

### Televisão
| Ano       | Título             | Notas                | Referências |
| --------- | ------------------ | -------------------- | ----------- |
| 2015      | Looking            | Atriz                | [ 5 ]       |
| 2016-2017 | Foursome           | Diretora e produtora | [ 6 ]       |
| 2017      | Casual             | Diretora             | [ 6 ]       |
| 2017      | I'm Sorry          | Diretora             | [ 6 ]       |
| 2017      | SMILF              | Diretora             | [ 6 ]       |
| 2018      | The Mick           | Diretora             | [ 6 ]       |
| 2018      | Fresh Off The Boat | Diretora             | [ 6 ]       |
| 2018      | Grown-ish          | Diretora             | [ 6 ]       |
| 2018      | Alone Together     | Diretora             | [ 6 ]       |
| 2018      | Dietlan            | Diretora             | [ 6 ]       |
| 2018      | Wrecked            | Diretora             | [ 6 ]       |
| 2019      | Dead to Me         | Diretora             | [ 7 ]       |
| 2020      | Love, Victor       | Diretora             | [ 8 ]       |
| 2022      | So Help Me Todd    | Diretora e produtora | [ 9 ]       |

### Web série
| Ano  | Título           | Notas                                   | Referências |
| ---- | ---------------- | --------------------------------------- | ----------- |
| 2013 | Little Horribles | Atriz, diretora, roteirista e produtora | [ 1 ]       |